# Азокрасители

Структура 4-аминоазобензола или анилинового жёлтого — первого представителя класса, синтезированного в 1861 году

Азокраси́тели — азосоединения, применяющиеся в качестве красителей. Характеризуются обязательным наличием одной или нескольких азогрупп -N=N- в своём составе, являющихся для этих красителей хромофорами. Являются важнейшим классом красителей, к которым относятся более половины всех выпускающихся синтетических красителей, как по ассортименту, так и по объёму. Не существует природных красителей, относящихся к этому классу. Получают азокрасители, как и азосоединения, обычно путём диазотирования с последующим азосочетанием.
Азокрасители бывают почти всех возможных цветов и оттенков, а также используются во всех технических областях применения красителей. Например, их применяют для окраски разнообразных волокон, пластмасс, бумаги, в качестве пигментов для цветных карандашей, лаков и красок.

## Номенклатура и классификация
Существует несколько способов классификации азокрасителей, частично пересекающихся между собой. Одной из простейших является классификация по химическому составу, основанная на подсчете количества азогрупп в молекуле. Согласно ей азокрасители делятся на:
- Моноазокрасители с одной азогруппой. Практически значимые красители этой группы содержат один электродонорный заместитель и, как правило, имеют цвета в диапазоне от жёлтого до красного, хотя некоторые могут иметь голубой, фиолетовый и другие оттенки;
- Дисазокрасители. Имеют две азогруппы, цвет зависит от сопряжения моноазокрасителей, входящих в состав соединения;
- Полиазокрасители. Глубина цвета усиливается при увеличении сопряжённых азогрупп до четырёх, затем сопряжение нарушается из-за поворота молекулы вокруг простых связей цепи.

Более сложная классификация, учитывающая не только химическую структура азокрасителей, но и особенности взаимодействия с окрашиваемыми материалами, позволяет разделить их на следующие группы:
- Азопигменты. Нерастворимые красители, не содержащие кислотных, щелочных или иных групп, служащих для увеличения растворимости в воде или иных растворителях. Состоят, главным образом, из моно- и дисазо;
- Спирто-, жиро- и ацетонорастворимые азокрасители. Подобны азопигментам, нерастворимы в воде;
- Дисперсные азокрасители. Как правило, к ним относятся моноазокрасители, растворимые в органических растворителях, но плохо растворимые в воде;
- Основные и катионные азокрасители. Эти соединения содержат группы, которые при растворении в воде дают окрашенные катионы;
- Кислотные азокрасители. Содержат в своём составе сульфогруппы, обычно относятся к моно и дисазо, растворимы в воде и при растворении образуют окрашенные анионы;
- Азолаки. Соли кислотных красителей (обычно с барием или кальцием), нерастворимые в воде, применяются для тех же целей, что и азопигменты;
- Протравные азокрасители (хромовые). Растворимые в воде азосоединения, включающие кислотные остатки (сульфо- или карбоксилгруппы) и в ортоположениях к ним - гидроксо-, карбокси- или аминогруппы, в результате чего эти молекулы становятся способны образовывать комплексные соединения с ионами Cr3+. В процессе окрашивания хром связывает белковые молекулы волокна ткани (например, кератина) и красителя, что даёт более устойчивую итоговую окраску;
- Прямые азокрасители. По большей части к ним относятся дисазо и полиазо. Соединяются с целлюлозой благодаря ван-дер-ваальсовому взаимодействию, либо водородными связями;
- Активные азокрасители. Как правило, растворимы в воде и реагируют с образованием ковалентных связей с окрашиваемым материалом, что даёт окраску, устойчивую к стирке и трению;
- Азогены. Азокрасители, образующиеся непосредственно на волокне в процессе диазосочетания;
- Металлосодержащие азокрасители. Содержат группы, характерные для протравных красителей и металлические комплексы с медью, хромом, никелем и другими ионами металлов, при этом обладают свойствами дисперсных, активных и прямых красителей.

## Список азокрасителей
- Ацилан тёмно-зелёный Б
- Ацилан прочно-фиолетовый РР

## Безопасность
Значительная часть азокрасителей малотоксична, кроме того, в целях профилактики заболеваний рабочих в промышленности постепенно отказываются от канцерогенных разновидностей и полупродуктов, заменяя их безвредными аналогами, в частности, из-за канцерогенных свойств было прекращено использование 4-аминоазобензола, 2-аминоазотолуола, жирорастворимого тёмно-красного.
Острые отравления на производстве редки, наиболее опасны процессы фильтрации, измельчения и высушивания, в ходе которых пыль красителя попадает внутрь организма через дыхательные пути и кожу. Большинство азокрасителей выделяется из организма с мочой в неизменном виде, отдельные представители выходят в виде солей, подвергаются диметилированию и окислению.
Канцерогенность ряда соединений, относящихся к описываемому классу обусловлена их химическими свойствами (аминоазотолуол и другие), но другие красители проявляют канцерогенную активность из-за примесей полупродуктов, таких как 1-нафтиламин, дианизидин и бензидин. Отдельные разновидности класса также раздражают кожу, что может приводить к дерматитам и экземе, такая активность объясняется примесями нитрозосоединений.